# Louis Mandrin
Louis Mandrin (ur. 11 lutego 1725 w Saint-Étienne-de-Saint-Geoirs, zm. 26 maja 1755 w Valence) – francuski handlarz końmi, a następnie rozbójnik nazywany francuskim Robin Hoodem.

## Życiorys
Urodzony 11 lutego 1725 r. w Saint-Étienne-de-Saint-Geoirs w Delfinacie w południowo-wschodniej Francji w rodzinie handlarzy koni jako najstarszy z dziewięciorga rodzeństwa. Gdy miał 17 lat zmarł jego ojciec i Louis przejął interesy. 
W 1748 r. otrzymał zamówienie na dostarczenie stacjonującemu we Włoszech francuskiemu wojsku 100 mułów. Prowadzenie zwierząt przez Alpy trwało blisko rok, a ponieważ oddziały przemieściły się w inne miejsce, Mandrin zdołał w końcu dostarczyć tylko 17 zwierząt, w większości w stanie skrajnego wycieńczenia. Po powrocie do Francji usiłował uzyskać zapłatę od korporacji poborców podatkowych Ferme Générale, z którą zawarł kontrakt na dostawę mułów, ale odmówiono mu wypłaty i odszkodowania.
Mandrin przez cztery kolejne lata próbował odrobić straty, ale bez sukcesów. W rezultacie jego młodszy brat Pierre zaczął zajmować się fałszowaniem pieniędzy i dokumentów urzędowych. 27 lipca 1753 r. Louis Mandrin wraz ze swym przyjacielem Benoit Brissaudem wdali się w bójkę w karczmie, w której zabili przeciwników. Wobec tego faktu sąd w Grenoble zaocznie skazał Brissauda na śmierć, a Mandrina na galery. Mandrin zbiegł wówczas do Sabaudii, gdzie zebrał 12 bandytów, z którymi zamierzał grabić pracowników Ferme Générale.
2 stycznia 1754 r. banda przeszła na terytorium Francji i zajęła się rabunkiem. Wkrótce po okolicy rozeszły się wieści o bandzie rabującej znienawidzonych urzędników Ferme Générale, a członkowie gangu stali się popularni wśród stanu trzeciego południowo-wschodniej Francji. Przez następne dwa miesiące banda krążyła po Delfinacie i sąsiednich prowincjach, grabiąc i przyjmując nowych członków, a zrabowane dobra, takie jak tytoń, sprzedawali na targach po niskich cenach. W tym okresie grupa cieszyła się nawet przychylnością części administracji. Ostatecznie Mandrin zarządził odwrót do Sabaudii.
Po kilku miesiącach – 6 czerwca 1754 r. – powrócił do Francji, przyprowadzając wozy z cennymi tkaninami. Bandyci sprzedawali na targowiskach dobra przywiezione ze Szwajcarii i Sabaudii po niskich cenach, ponieważ nie płacili ceł. Poborcy podatkowi zaczęli więc ścigać klientów Mandrina, za co ten postanowił ich ukarać. W tym celu pojechał do Rodez, gdzie zaatakował posterunek poborców i siłą zmusił ich do kupienia swoich nielegalnych towarów. Jego działalność stała się wkrótce szeroko znana. W sierpniu 1754 r. pisał o nim przychylnie przebywający w Paryżu Wolter.
W drugiej połowie 1754 r. banda Mandrina przeprowadziła cztery udane wyprawy na terenie Francji, co zaczęło niepokoić władze centralne, które wystąpiły do władz Sabaudii o wydanie zbiega. W grudniu 1754 r. banda została rozbita pod Beyssac, ale Mandrin zdołał zbiec i osiadł w Rochefort-en-Novalaise, tuż przy granicy. W maju następnego roku poborcy podatkowi wynajęli ludzi, którzy nielegalnie przekroczyli sabaudzką granicę i porwali Mandrina do Francji.
Został przewieziony do Valence nad Rodanem. Proces odbył się 24 maja 1755 roku. Mandrin został skazany na śmierć i dwa dni później publicznie stracony przez łamanie kołem w Valence. Na jego egzekucję ściągnęły tłumy z całej okolicy. Przez kolejne trzy dni do miasta przybywali ludzie oddający mu hołd. Wart 10 tys. funtów majątek straconego otrzymali król oraz Ferme Générale, co wzburzyło obecny na egzekucji tłum.
Książę Sabaudii, Karol Emanuel III, zażądał od Ludwika XV wydania Mandrina, ponieważ ten został nielegalnie wywieziony z jego kraju. Król Francji przychylił się do żądania i nakazał wydanie bandyty, jednak jego list dotarł do Valence tydzień po egzekucji.
Mandrin stał się bardzo popularny w całej Francji jako symbol walki ze znienawidzoną instytucją poborców podatkowych. Podczas zdobycia Bastylii 14 lipca 1789 r. lud śpiewał pieśni o nim i wznosił okrzyki na jego cześć. Przez historyków bywa nazywany francuskim Robin Hoodem.